# 954 Li
954 Li là một Themistian asteroid. It has the second-shortest name of any minor planet, bested only bởi 85 Io.